# Borghetto di Vara
Borghetto di Vara is een gemeente in de Italiaanse provincie La Spezia (regio Ligurië) en telt 998 inwoners (31-12-2004). De oppervlakte bedraagt 27,3 km², de bevolkingsdichtheid is 37 inwoners per km².
Klimaat:In Borghetto di Vara heerst een mediterraan klimaat, met natte winters en droge zomers.De gemiddelde temperatuur is hier in de winter een stuk hoger dan in de nabijgelegen gebieden op de po-vlakte omdat dit gebied onder invloed staat van het relatief warme water van de middellandse zee.
De volgende frazioni maken deel uit van de gemeente: Boccapignone, Cassana, L'Ago, Ripalta.

## Demografie
Borghetto di Vara telt ongeveer 466 huishoudens. Het aantal inwoners daalde in de periode 1991-2001 met 6,0% volgens cijfers uit de tienjaarlijkse volkstellingen van ISTAT.
| Jaar | Inwoneraantal |
| ---- | ------------- |
| 1991 | 1069          |
| 2001 | 1005          |

## Geografie
Borghetto di Vara grenst aan de volgende gemeenten: Beverino, Brugnato, Carrodano, Levanto, Pignone, Rocchetta di Vara, Sesta Godano.

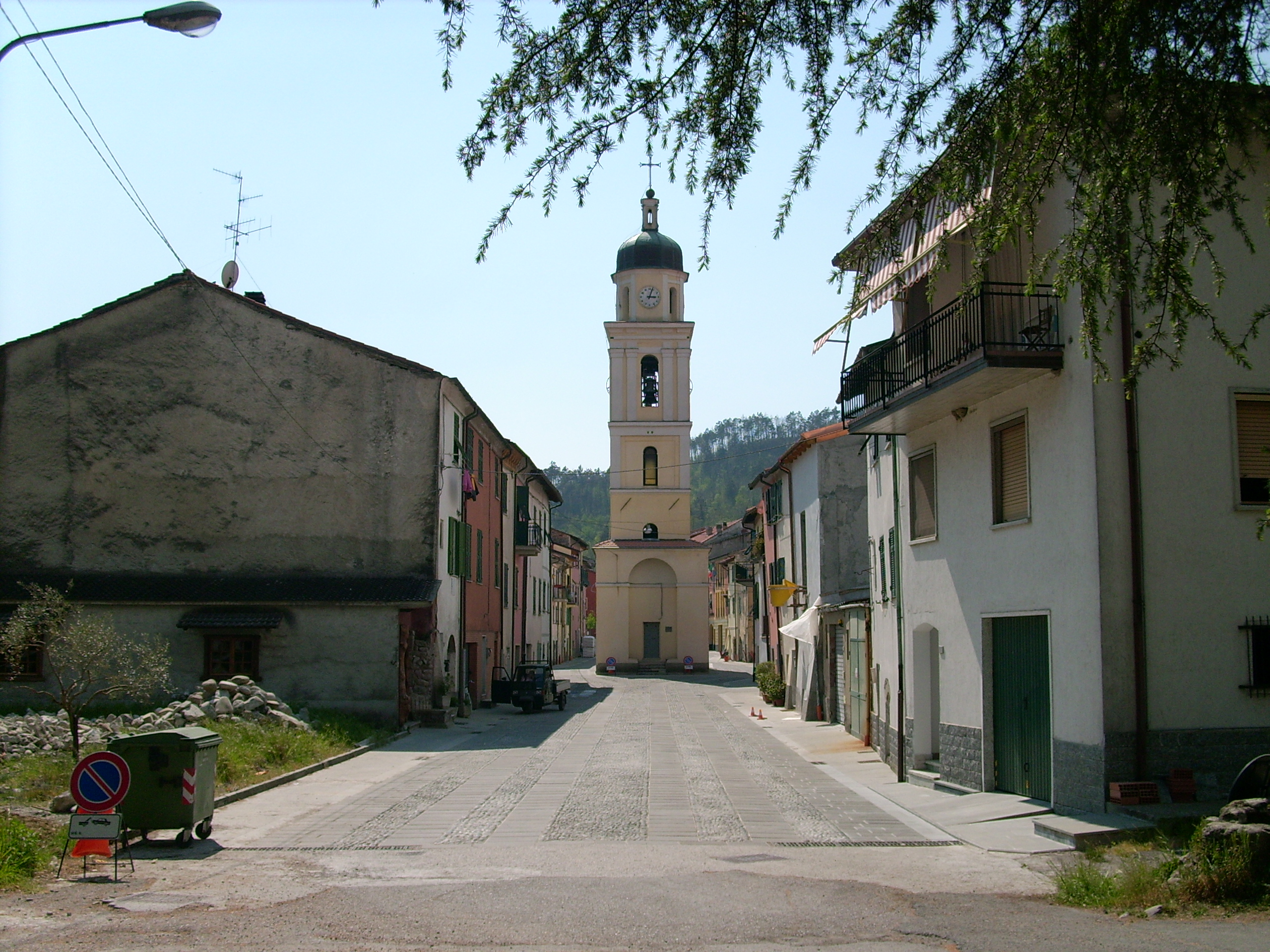
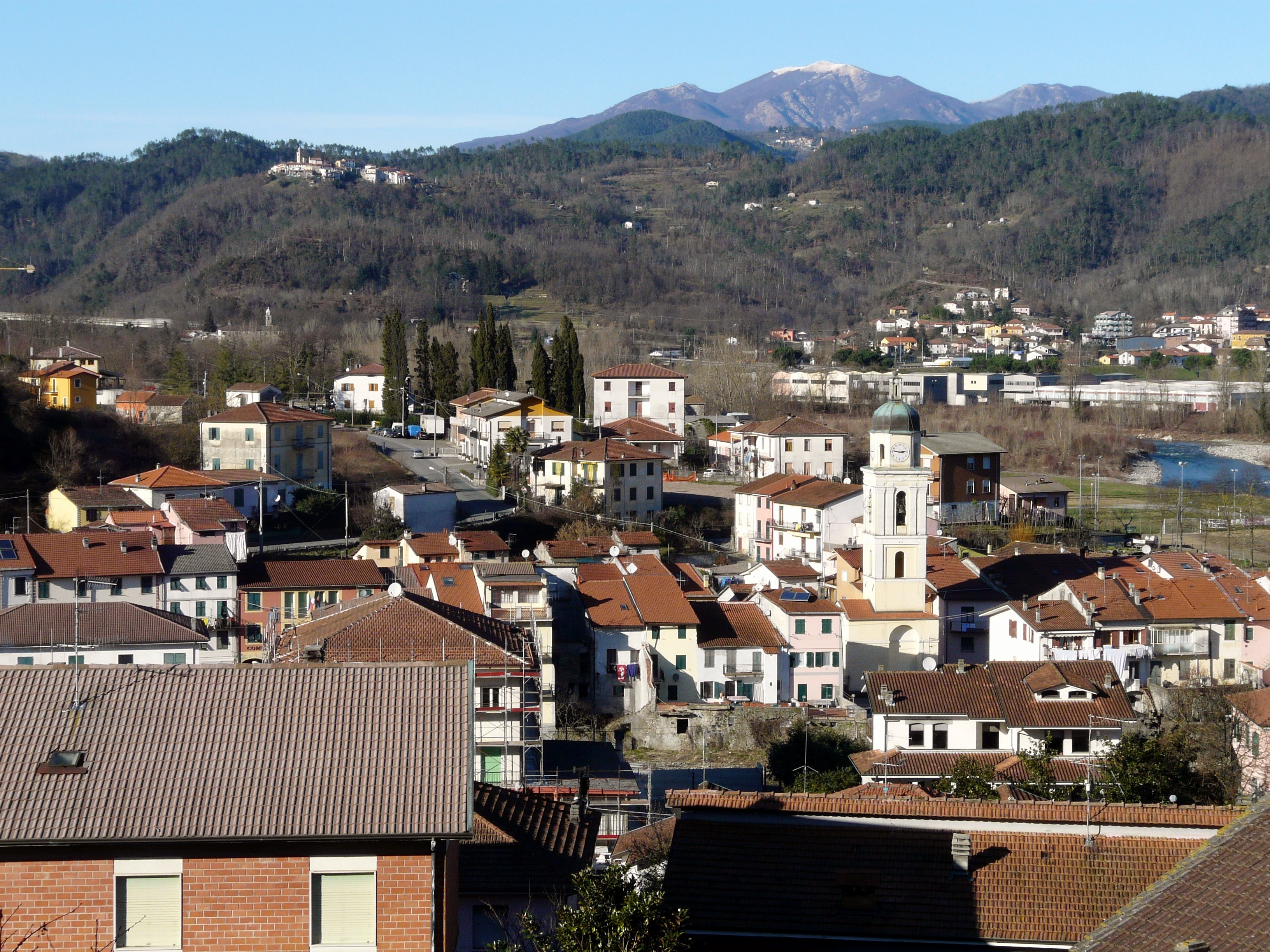
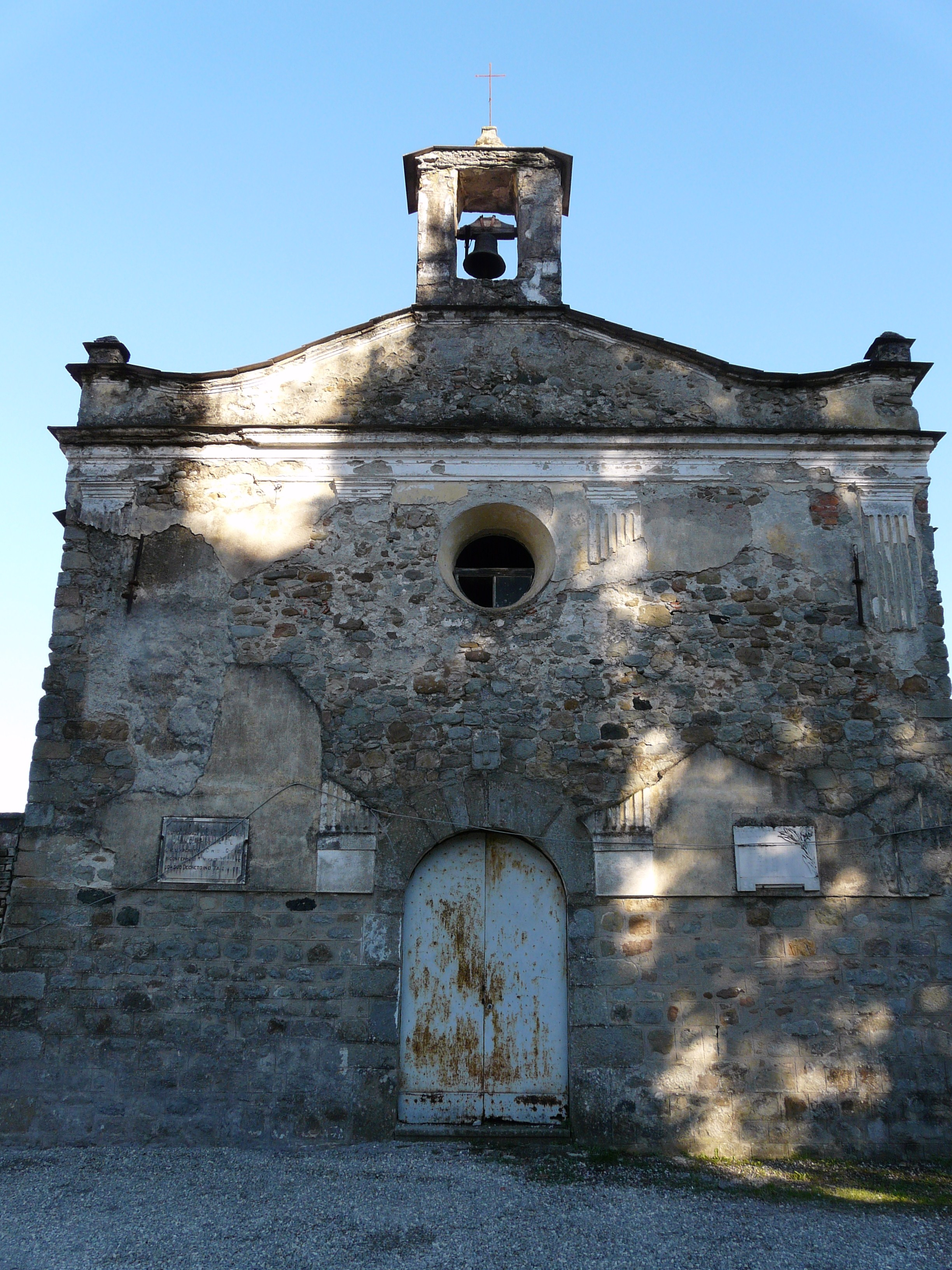
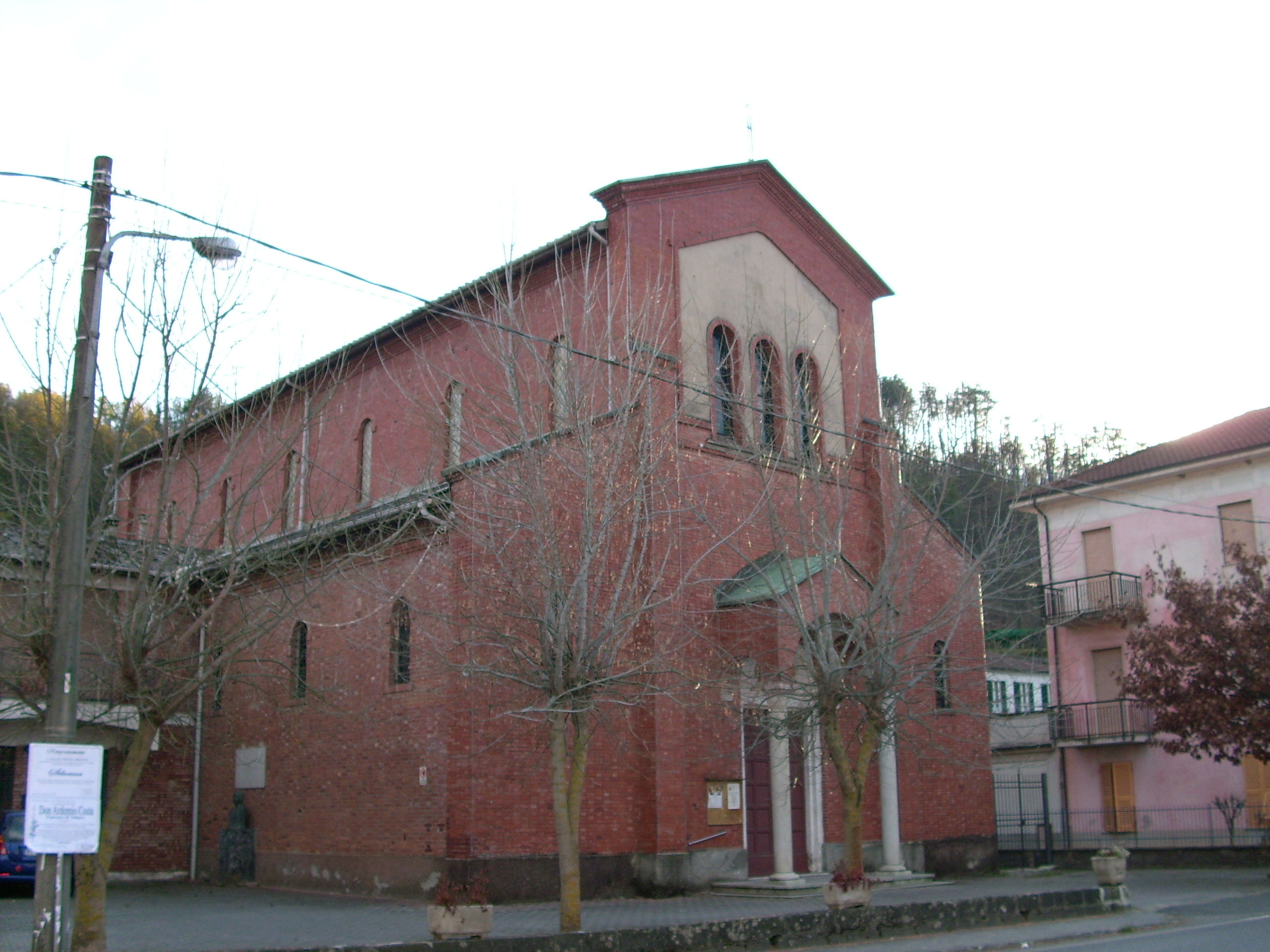
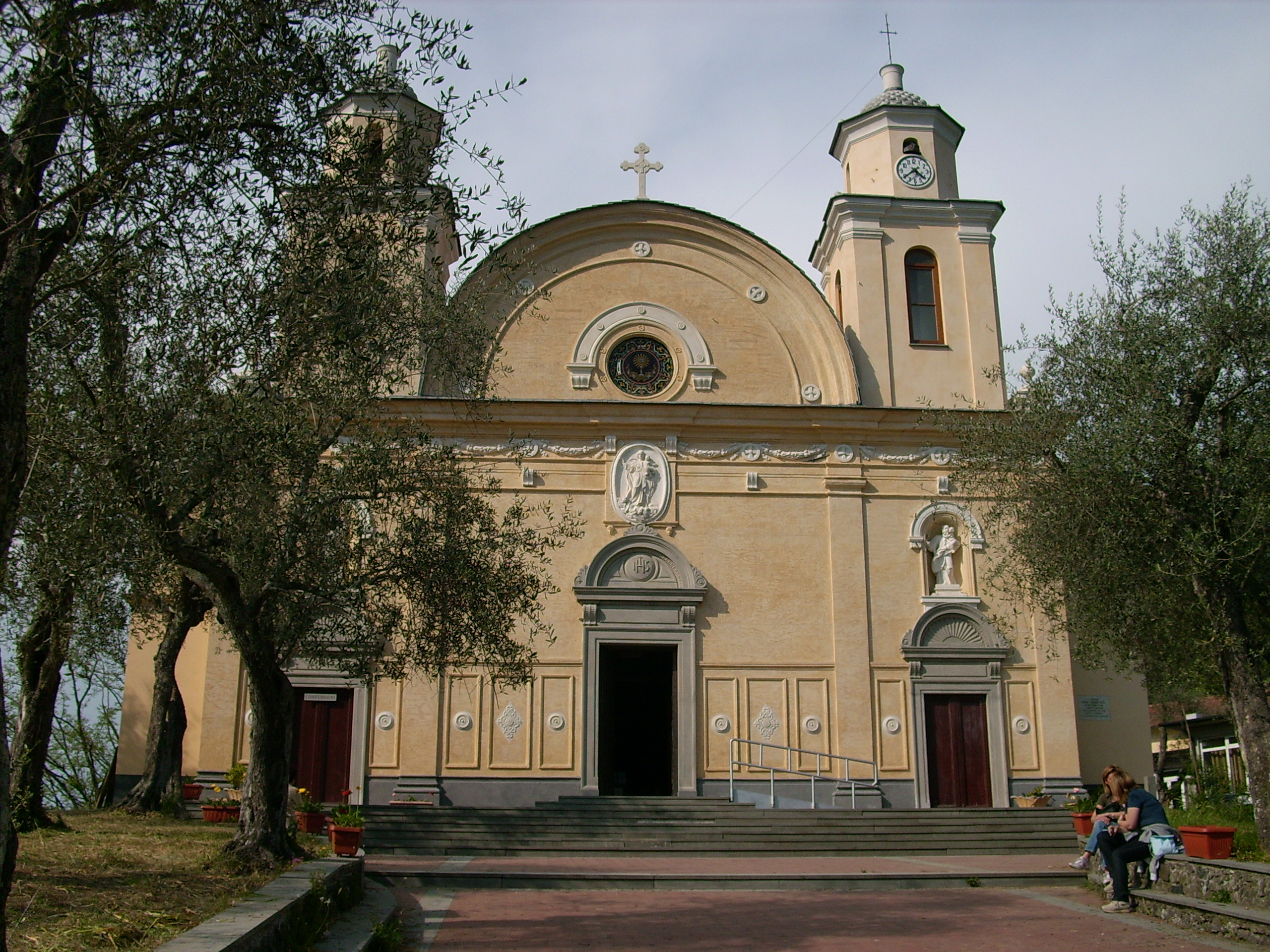
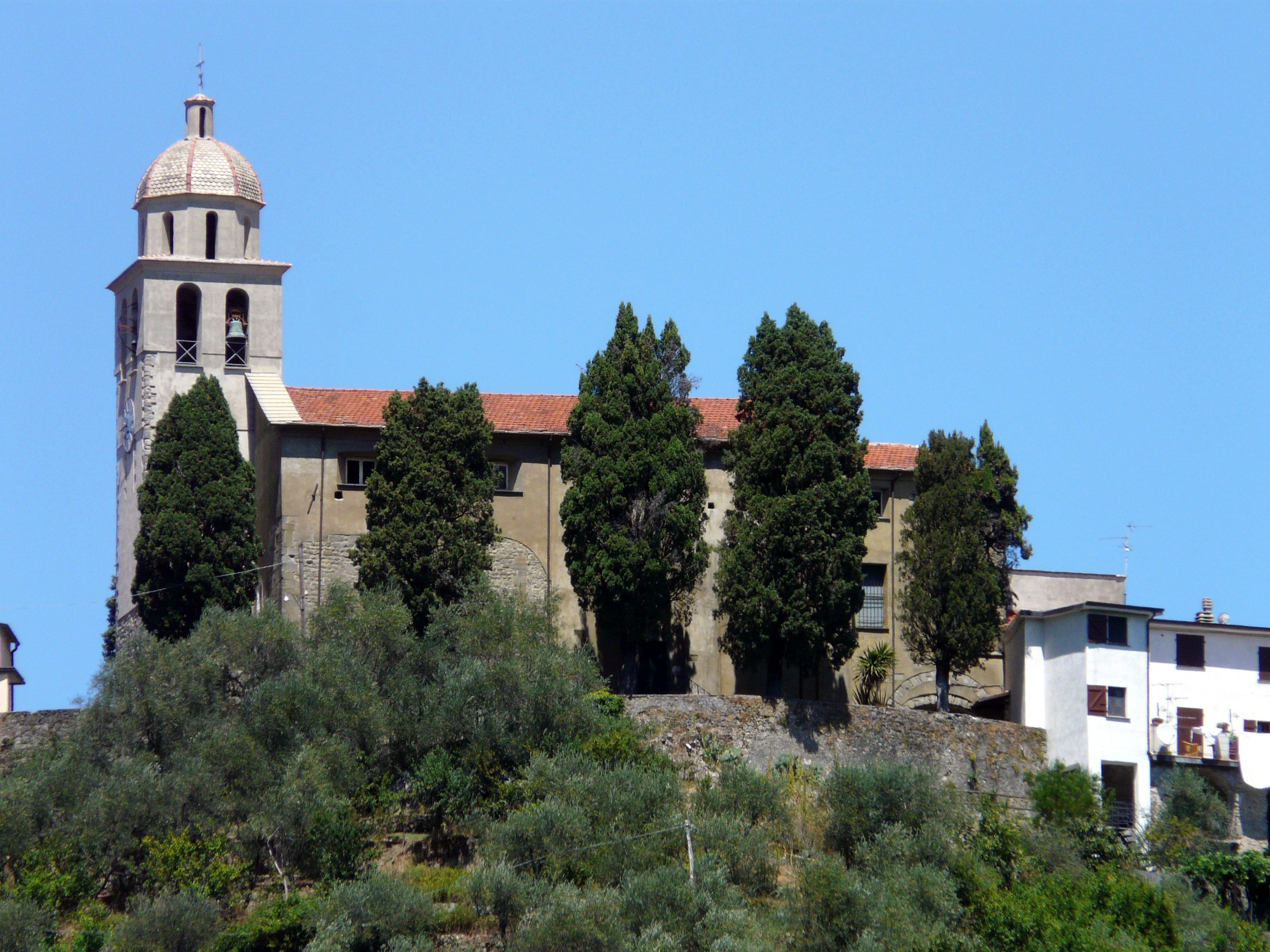

Ameglia · Arcola · Beverino · Bolano · Bonassola · Borghetto di Vara · Brugnato · Calice al Cornoviglio · Carro · Carrodano · Castelnuovo Magra · Deiva Marina · Follo · Framura · La Spezia · Lerici · Levanto · Maissana · Monterosso al Mare · Ortonovo · Pignone · Porto Venere · Riccò del Golfo di Spezia · Riomaggiore · Rocchetta di Vara · Santo Stefano di Magra · Sarzana · Sesta Godano · Varese Ligure · Vernazza · Vezzano Ligure · Zignago
1. ↑  https://demo.istat.it/?l=it.